# 浅海喜久雄
浅海 喜久雄（あさみ きくお、1895年（明治28年）1月4日 - 1967年（昭和42年）10月10日）は、大日本帝国陸軍軍人。最終階級は陸軍少将。

## 経歴
1895年（明治28年）に群馬県で生まれた。陸軍士官学校第29期、陸軍大学校第41期卒業。1938年（昭和13年）12月に北支那方面軍司令部附となり、1939年（昭和14年）8月に陸軍歩兵大佐に進級し、1940年（昭和15年）8月に支那派遣軍御用掛となった。1941年（昭和16年）6月に歩兵第76連隊長に転じ、1942年（昭和17年）12月に第39師団参謀長（第11軍）に就任し、中国戦線に出征した。
1943年（昭和18年）8月に陸軍少将に進級し、1944年（昭和19年）5月に支那派遣軍総司令部附となり、1945年（昭和20年）4月23日に南京政府最高軍事顧問に就任した。